# Joachim Hennze
Joachim J. Hennze (* 12. Juni 1957) ist ein deutscher Kunst- und Architekturhistoriker.

## Leben
Nach dem Abitur im Jahre 1976 in Pforzheim absolvierte er das Studium der Geschichte, Kunstgeschichte und Volkskunde in Erlangen und Freiburg und schloss im Jahre 1982 mit dem Magister Artium ab. 1986 wurde er mit einer Dissertation zur fränkischen Barockbaumeisterfamilie Keller zum Dr. phil. promoviert. 1987 bis 1988 war er für das Landesdenkmalamt Baden-Württemberg tätig. Ab 1988 war er wissenschaftlicher Inventarisator am Hohenloher Freilandmuseum Schwäbisch Hall-Wackershofen. Ab 1990 führte er die Konzeption des Museums für Schrauben und Gewinde bei dem Unternehmen Würth in Künzelsau-Gaisbach durch. Ab 1992 war er Abteilungsleiter für Technik, Wirtschaft und Neckarschifffahrtsgeschichte bei den Städtischen Museen Heilbronn. Seit 2004 ist er Leiter der Unteren Denkmalbehörde der Stadt Heilbronn.
Er ist Mitglied beim Museumsverband Baden-Württemberg, der Deutschen Wasserhistorischen Gesellschaft, dem Historischen Verein Heilbronn, Historischer Verein für Württembergisch-Franken sowie dem International Council of Museums (ICOM).

## Schriften (Auswahl)
- Der barocke Umbau der Kapellenkirche in Rottweil, Freiburg 1981.
- Der barocke Neubau der Stadtpfarrkirche in Aalen. 1765–1767. Ein Hauptwerk Johann Michael Kellers d. J. (1721–1794). In: Ostalb-Einhorn. 15. Jg., 1988, S. 38–43.
- Die Keller. Eine fränkische Baumeisterfamilie des Barockzeitalters. Dissertation, Universität Freiburg im Breisgau, 1986.
- Schrauben und Gewinde. Museum Würth, Künzelsau 1991.
- Georg Philipp Wenger (1701–1763). Untertan des deutschen Ordens und Baumeister zwischen Tauber und Neckar. In: Württembergisch-Franken. 75. Jg., 1991, S. 163–193.
- Zwei Bahnhöfe der späten fünfziger Jahre. Die Empfangsgebäude in Heilbronn und Pforzheim (1958). Idee und Konzeption: Joachim J. Hennze; Redaktion: Karlheinz Fuchs. (= Heilbronner Museumsheft 17). Städtische Museen, Heilbronn 1994.
- Johann Wolfgang Fichtmayer – Hofbaumeister am Beginn des 18. Jahrhunderts. Seine Arbeiten für die Hohenloher Schlösser Langenburg und Bartenstein sowie für den Deutschen Orden. In: Harald Siebenmorgen (Hrsg.): Hofkunst in Hohenlohe. Thorbecke, Sigmaringen 1996, ISBN 3-7995-7645-2, S. 59–72.
- Vom wilden Wasser zur Wasserstraße. Oberrhein und Neckar als Hauptschlagadern des Verkehrs zwischen Württemberg, Baden und der Kurpfalz. In: Ralph Röber (Hrsg.): Einbaum, Lastensegler, Dampfschiff. Theiss, Stuttgart 2000, ISBN 3-8062-1500-6, S. 215–228.
- Bruckmann-Silber aus Heilbronn. In: Weltkunst. Band 71, 2001, S. 1286.
- 500 Jahre Heilbronner Architektur. (= Stille Zeitzeugen). Mit Bildern von Bernhard Lattner. Ed. Lattner, Heilbronn 2005, ISBN 3-9807729-6-9.
- Streng und schön. Evangelische Kirchen des Landkreises Heilbronn im Stilwandel des 19. Jahrhunderts. In: Heilbronnica. Beiträge zur Stadt- und Regionalgeschichte. Band 3, 2006, S. 269–298.
- Ein Heilbronner im Dienst des württembergischen Staates. Theodor Wilhelm Landauer (1816–1894). In: Christhard Schrenk (Hrsg.): Heilbronner Köpfe. Band 4: Lebensbilder aus vier Jahrhunderten. Stadtarchiv, Heilbronn 2007.
- „Stilgerecht aber einfach und würdig“. Katholische Kirchen im Raum Heilbronn vom Ende des Alten Reichs bis zum Ersten Weltkrieg. In: Heilbronnica. Beiträge zur Stadt- und Regionalgeschichte. Band 4 (= Quellen und Forschungen zur Geschichte der Stadt Heilbronn, 19; = Jahrbuch für schwäbisch-fränkische Geschichte, 36). Stadtarchiv Heilbronn, Heilbronn 2008, ISBN 978-3-940646-01-9, S. 351–382. (Digitalisat)
- Ein Meister des repräsentativen Bauens. Theodor Moosbrugger (1851–1923). In: Heilbronner Köpfe. Band 5: Lebensbilder aus fünf Jahrhunderten. Stadtarchiv, Heilbronn 2009, S. 131–148.
- Ausbau des Neckars zur Großschifffahrtsstraße. Gestern und heute. In: Schwäbische Heimat. Jg. 61, 2010, Heft 1, S. 64–71.
- Bürgeramt Kirchhausen (Hrsg.): Das Deutschordensschloss Kirchhausen. Heilbronn 2011.
- 500 Jahre Weinberghaus in Heilbronn. Heilbronn 2013.
- (mit Bernhard J. Lattner) 800 Jahre Neckarsulmer Architektur. Heilbronn 2013, ISBN 978-3-9810643-3-9.
- Ein Böckinger Stadtbaumeister. Karl Tscherning  (1875–1952). In: Heilbronner Köpfe. Band 7: Lebensbilder aus fünf Jahrhunderten. Stadtarchiv, Heilbronn 2014, ISBN 978-3-940646-16-3, S. 309–332.
- (mit Bernhard J. Lattner) Raum Heilbronn. Architektur aus neun Jahrhunderten. Denkmale in Stadt- und Landkreis Heilbronn. Heilbronn 2016, ISBN 978-3-9810643-5-3.
- At a breathtaking pace. Impacts of the Vienna Congress on the traffic systems in Württemberg and Baden in the nineteenth century. In: J. G. Backhaus, G. Chaloupek, H. Frambach: The  Congress of Vienna in contemporary economic and political literature and in historiography. Marburg 2016, ISBN 978-3-7316-1223-0, S. 165–172.
- Ein fast vergessener moderner Architekt: Otmar Schär (1920–1977). In: Heilbronner Köpfe. Band 8: Lebensbilder aus fünf Jahrhunderten. Stadtarchiv, Heilbronn 2016, ISBN 978-3-940646-22-4, S. 249–274.
- (mit Bernhard J. Lattner, Christian Gleichauf) Raum Heilbronn. Leben-Arbeiten-Perspektiven. Heilbronn 2017, ISBN 978-3-9810643-7-7.
- Geschichte und Baukultur des Deutschen Ordens im Stadt- und Landkreis Heilbronn. Heilbronn 2017, ISBN 978-3-947420-02-5.
- (mit Bernhard J. Lattner) Raum Heilbronn - Stadt Möckmühl. Heilbronn 2018, ISBN 978-3-9810643-9-1.
- (mit Bernhard J. Lattner) Raum Heilbronn - Stadt Gundelsheim. Heilbronn 2018, ISBN 978-3-947420-01-8.
- (mit Bernhard J. Lattner) Raum Heilbronn - Denkmale in Stadt- und Landkreis Heilbronn. Heilbronn 2018, ISBN 978-3-947420-03-2.
- (mit Bernhard J. Lattner) Heilbronns Stadtbild - Ansichten des architektonischen Wandels. Heilbronn 2018, ISBN 978-3-947420-09-4.
- Auszug ins Grüne und Rückzug ins Grüne in: Stadtgrün-Blumen-Parkanlagen. Heilbronner Gartenkultur gestern und heute. Heilbronn 2019, ISBN 978-3-940646-28-6, S. 191 bis 220.
- (mit Bernhard J. Lattner) Raum Heilbronn - Stadt Neuenstadt. Heilbronn 2019, ISBN 978-3-947420-11-7.
- (mit Bernhard J. Lattner) Heilbronner Architektur des 21. Jahrhunderts. Heilbronn 2019, ISBN 978-3-947420-14-8.
- (mit Bernhard J. Lattner) Heilbronns Architektur 2006 bis 2022. Planen, Gestalten, Realisieren. Heilbronn 2022, ISBN 978-3-947420-24-7.
- Das Israelitische Landesasyl Wilhelmsruhe. In: Jüdisches Leben in Heilbronn. Skizzen einer tausendjährigen Geschichte (= Veröffentlichungen des Archivs der Stadt Heilbronn, Band 53). Hrsg. Christhard Schrenk. Stadtarchiv Heilbronn, Heilbronn 2022. ISBN 978-3-940646-34-7, S. 161–170.
- Grabkultur auf dem israelitischen Friedhof in Heilbronn. In: Jüdisches Leben in Heilbronn. Skizzen einer tausendjährigen Geschichte (= Veröffentlichungen des Archivs der Stadt Heilbronn, Band 53).  Hrsg. von Christhard Schrenk. Stadtarchiv Heilbronn, Heilbronn 2022. ISBN 978-3-940646-34-7, S. 189–218.
- (mit Bernhard J. Lattner) 800 Jahre Geschichte und Baukultur des Deutschen Ordens im Stadt- und Landkreis Heilbronn. Edition Lattner, Backnang 2025, ISBN 978-3-947420-37-7. (Dazu Hennzes Beschreibung auf YouTube)